# Lliga angolesa de futbol
La lliga angolesa de futbol (oficialment Girabola) és la màxima competició futbolística d'Angola. És organitzada per la Federação Angolana de Futebol.

## Història
La competició és la successora del "Campeonato do Estado Ultramarino de Angola". No es disputà entre 1975 i 1979.
L'any 1979, primera edició de la post independència, es va jugar la lliga, formada per 24 equips, dividits en grups de quatre o sis equips, en una competició que va començar el 8 de desembre de 1979. L'any 1980 la competició va ser disputada pels tretze equips millor classificats de la temporada anterior, més Sagrada Esperança, com a representant de la nova província de Lunda-Nord, després de la divisió de Lunda en nord i sud. L'última edició que van jugar catorze equips va ser l'any 1990.
El 1991 i el 1992, setze equips van participar en la competició. El 1993 i el 1994, el nombre d'equips que competien es va reduir a dotze, a causa de la guerra civil que va impedir que els equips de Huambo poguessin participar en la competició.
L'any 1995 la competició es va tornar a disputar per catorze equips. Des d'aquell any, el sistema de punts també canvià, amb el guanyador de cada partit guanyant 3 punts en comptes dels 2 punts obtinguts anteriorment. Des de 2010, el campionat ha estat disputat per 16 equips.
El gener de 2016, el proveïdor angolès de televisió per satèl·lit i cable per subscripció ZAP, la Federació Angolesa de Futbol i els clubs Girabola, van signar un acord de tres anys en el qual ZAP tindria els drets d'emissió de tots els partits de Girabola. Com a part de l'acord, l'estació de televisió estatal angolesa TPA podria emetre un partit per setmana a la seva plataforma de visualització gratuïta. També com a part de l'acord, la Girabola canvià la seva denominació a Girabola ZAP.

## Historial
Font:

### Campions colonials
- 1941: Sporting de Luanda
- 1942: Sporting de Luanda
- 1943: Benfica de Benguela
- 1944: Sporting de Luanda
- 1945: Sport Clube da Catumbela
- 1946: Sporting de Luanda
- 1947: Sporting de Luanda
- 1948: desconegut
- 1949: desconegut
- 1950: desconegut
- 1951: Ferroviário de Nova Lisboa
- 1952: Portugal de Benguela
- 1953: Ferroviário de Luanda
- 1954: Lobito Sports Clube
- 1955: Sporting de Luanda
- 1956: Sporting de Luanda
- 1957: Ferroviário de Nova Lisboa
- 1958: Sport Clube da Catumbela
- 1959: Portugal de Benguela
- 1960: Portugal de Benguela
- 1961: Portugal de Benguela
- 1962: Ferroviário de Luanda
- 1963: Sporting de Luanda
- 1964: Portugal de Benguela
- 1965: Atlético de Luanda
- 1966: Atlético de Luanda
- 1967: Atlético de Luanda
- 1968: Atlético de Luanda
- 1969: Independente Sport Clube
- 1970: Independente Sport Clube
- 1971: Independente Sport Clube
- 1972: Sport Nova Lisboa e Benfica
- 1973: Futebol Clube do Moxico (Luena)
- 1974: Ferroviário de Nova Lisboa
- 1975: Recreativo da Caála

### Des de la independència
- 1979:  Primeiro de Agosto (1)
- 1980:  Primeiro de Agosto (2)
- 1981:  Primeiro de Agosto (3)
- 1982:  Petro Atlético (1)
- 1983:  Primeiro de Maio (1)
- 1984:  Petro Atlético (2)
- 1985:  Primeiro de Maio (2)
- 1986:  Petro Atlético (3)
- 1987:  Petro Atlético (4)
- 1988:  Petro Atlético (5)
- 1989:  Petro Atlético (6)
- 1990:  Petro Atlético (7)
- 1991:  Primeiro de Agosto (4)
- 1992:  Primeiro de Agosto (5)
- 1993:  Petro Atlético (8)
- 1994:  Petro Atlético (9)
- 1995:  Petro Atlético (10)
- 1996:  Primeiro de Agosto (6)
- 1997:  Petro Atlético (11)
- 1998:  Primeiro de Agosto (7)
- 1999:  Primeiro de Agosto (8)
- 2000:  Petro Atlético (12)
- 2001:  Petro Atlético (13)[8]
- 2002:  Aviação (1)[9]
- 2003:  Aviação (2)[10]
- 2004:  Aviação (3)[11]
- 2005:  Sagrada Esperança (1)[12]
- 2006:  Primeiro de Agosto (9)[13]
- 2007:  Interclube de Luanda (1)[14]
- 2008:  Petro Atlético (14)[15]
- 2009:  Petro Atlético (15)[16]
- 2010:  Interclube de Luanda (2)[17]
- 2011:  Recreativo do Libolo (1)[18]
- 2012:  Recreativo do Libolo (2)[19]
- 2013:  Kabuscorp (1)[20]
- 2014:  Recreativo do Libolo (3)[21]
- 2015:  Recreativo do Libolo (4)[22]
- 2016:  Primeiro de Agosto (10)[23]
- 2017:  Primeiro de Agosto (11)[24]
- 2018:  Primeiro de Agosto (12)
- 2018-19:  Primeiro de Agosto (13)
- 2019-20 Cancel·lat per la COVID-19
- 2020-21:  Sagrada Esperança (2)[25]
- 2021-22:  Petro Atlético (16)[26]
- 2022-23:  Petro Atlético (17)
- 2023-24:  Petro Atlético (18)